# Luče község
Luče község (szlovén nyelven Občina Luče) Szlovénia 212 alapfokú közigazgatási egységének, azaz községének egyike a Savinjska statisztikai régióban. Adminisztratív központja Luče település.

## A községhez tartozó települések
A községhez Luče székhelyen kívül a következő települések tartoznak:
{{oszloplista|5|
- Konjski Vrh
- Krnica
- Podveža
- Podvolovljek
- Raduha
- Strmec

## Népesség
| Lakosok száma | 1591 | 1538 | 1541 | 1519 | 1513 | 1497 | 1490 | 1480 | 1452 | 1444 |
|               | 2008 | 2009 | 2011 | 2012 | 2013 | 2015 | 2016 | 2017 | 2019 | 2020 |